# Gottfried Eisermann

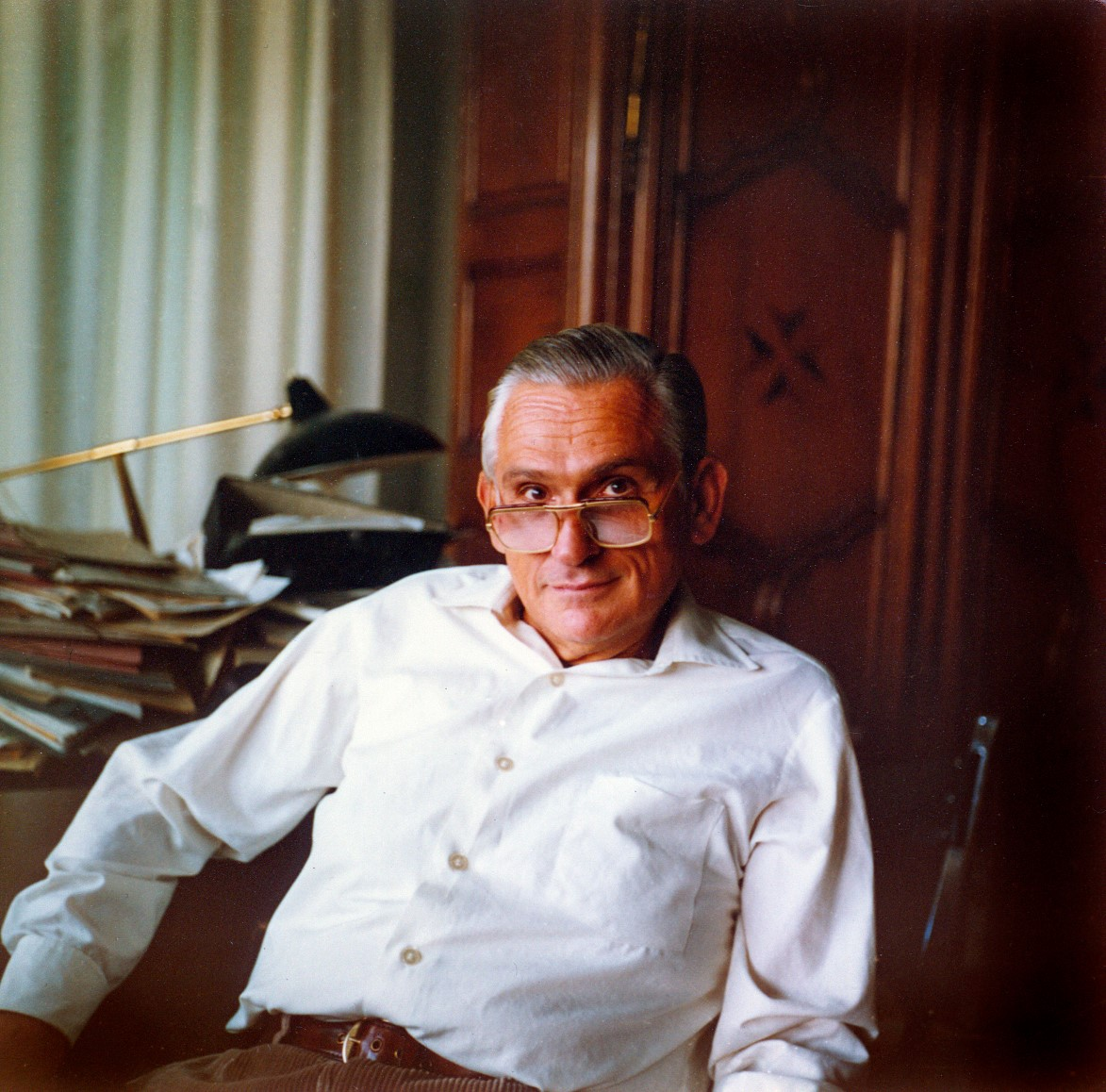
Gottfried Eisermann, 1978 in seinem Bonner Arbeitszimmer.

Gottfried Eisermann (* 6. November 1918 in Berlin; † 10. November 2014 in Bonn) war ein deutscher Volkswirt und Soziologe. Er ist besonders durch Forschungen über Vilfredo Pareto – der ihn stark beeinflusst hat – und Max Weber sowie zur Geschichte von Volkswirtschaftslehre und Soziologie hervorgetreten.

## Leben
Gottfried Eisermann war das jüngste von drei Kindern des Kaufmanns Erich Eisermann und dessen Ehefrau Marie Louise (geb. Vogel). Nach dem Besuch einer Privatschule wechselte er an ein humanistisches Gymnasium, wo er 1937 das Abitur machte. Anschließend studierte er zunächst ein Semester an der Handelshochschule Berlin, wo er auch eine Vorlesung des bereits emeritierten Werner Sombart hörte. Danach wechselte er an die Universität Berlin und studierte Nationalökonomie, Philosophie und Germanistik. Seine akademischen Lehrer waren Eduard Spranger und Nicolai Hartmann. Das Berliner Studium wurde durch Aufenthalte an der Universität Perugia und der Universität Rom unterbrochen, die, so Lothar Neumann, Eisermanns spätere Laufbahn als Sozialforscher entscheidend prägten.
Nach der damaligen Diplomprüfungsordnung für Volkswirte musste eine praktische Tätigkeit in der Wirtschaft nachgewiesen sein. Die erfolgte bei der Preußischen Staatsbank. Der Abschluss des Studiums verzögerte sich durch den Zweiten Weltkrieg, obwohl Eisermann aus gesundheitlichen Gründen für Reichsarbeitsdienst wie auch Wehrmacht untauglich war. Trotzdem kam es 1941 zur Einberufung, nach baldiger Entlassung aus gesundheitlichen Gründen und erneuter Einberufung wurde er als Zivilangestellter der Wehrmacht verpflichtet. Anfang 1945 konnte er dann sein Studium mit der Prüfung zum Diplom-Volkswirt und der Promotion beenden.

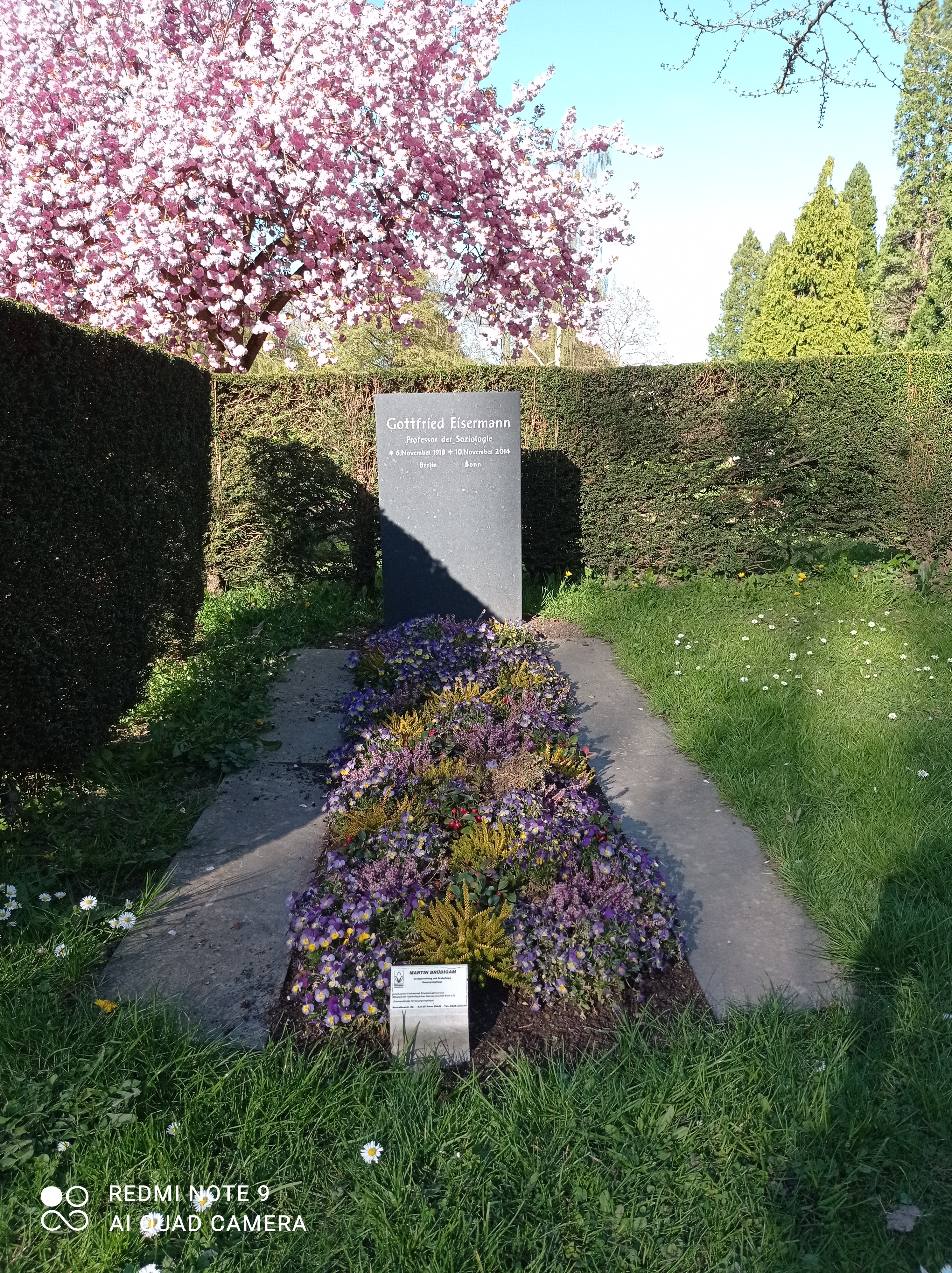
Grab Gottfried Eisermanns auf dem Südfriedhof Bonn

Nach Kriegsende arbeitete Eisermann erst in der Finanzverwaltung der Hochschulabteilung der neuen Zentralverwaltung für Volksbildung. Von 1946 bis 1948 war er an der als Humboldt-Universität Berlin Lehrbeauftragter für Wirtschaftssoziologie. Als es an der Berliner Universität zu ersten politisch begründeten Entlassungen gekommen war, beendete Eisermann seine Tätigkeit dort zum Jahresende 1948. In den folgenden 21 Monaten übernahm er kleinere Aufträge von einem Meinungsforschungsinstitut. Im Oktober 1950 trat er dann eine Stelle an der Universität Heidelberg an, wo er bis 1957 wissenschaftlicher Assistent von Alexander Rüstow war. Nach seiner Habilitation für „Wirtschafts- und Gesellschaftswissenschaften“ am 15. Mai 1957 lehrte er fünf Jahre als Privatdozent in Heidelberg. Am 29. Mai 1962 wurde er an die Rheinische Friedrich-Wilhelms-Universität Bonn auf den ersten dort eingerichteten Lehrstuhl für Soziologie berufen. Nach seiner Emeritierung im Jahr 1984 lebte er weiter in Bonn.
Gottfried Eisermann war Ehrendoktor der Universitäten Padua und Bochum und Träger des Verdienstordens der Italienischen Republik. Er war Mitglied im Dogmenhistorischen Ausschuss des Vereins für Socialpolitik. 1998 wurde er mit einer Festschrift geehrt.
Zu Eisermanns Kindern gehören der Journalist und Moderator David Eisermann und die Journalistin, Soziologin und Medienwissenschaftlerin Jessica Eisermann.

## Sozialwissenschaftliches Werk
Seine Bonner Antrittsvorlesung widmete Eisermann seinem indirekten Vorgänger Joseph Schumpeter, der in der Weimarer Republik an der Universität wirtschaftliche Staatswissenschaften gelehrt hatte. Schumpeter sei in Bonn vorwiegend mit Gesellschaftslehre befasst gewesen, gemäß seiner Auffassung, dass Volkswirtschaftslehre und Soziologie einen gemeinsamen Ursprung hätten und ihre Forschungsgegenstände nicht grundsätzlich getrennt voneinander betrachtet werden könnten. Damit habe er „der in jener Zeit umstrittenen Soziologie als Wissenschaft den Weg“ gebahnt.
Charakteristisch für Eisermanns Forschungen war die Verknüpfung von historisch-soziologischer mit strikt empirischer und theoretischer Betrachtungsweise. Er war ein interdisziplinär orientierter Sozialwissenschaftler, der in seinen vielen Schriften Nationalökonomie, soziologische Theorie, Rechtswissenschaft sowie Wirtschafts- und Kulturgeschichte integrierte. Besonders widmete er sich den Werken von Max Weber und Vilfredo Pareto, die er zum Teil auch herausgab.
In seiner Heidelberger Assistentenzeit legte er in einer Forschungsgruppe von Dolf Sternberger frühe Arbeiten zur Parteiensoziologie vor, die sich im deutschsprachigen Raum gerade erst entwickelte. Unter dem Einfluss des Denkens von Pareto formulierte er eine Soziologie der Entwicklungsländer, die in empirische Forschungen mündete. Gemeinsam mit Sabino Acquaviva untersuchte er im italienischen Gargano den Einfluss der Massenkommunikation auf den Entwicklungsprozess einer unterentwickelten Region. Ebenfalls in Italien untersuchte er den Einfluss des Fernsehens bei der Bekämpfung des Analphabetismus. Es folgten empirische Untersuchungen über Sprachminoritäten in Südtirol und im östlichen Belgien. Außerdem erforschte er, wieder gemeinsam mit Acquaviva, die Ursachen des Welterfolgs des italienischen Films.
In mehreren seiner späten Schriften verknüpfte Eisermann die soziologische Rollentheorie mit Elementen aus Dichtungen von Johann Wolfgang von Goethe und Gottfried Benn. Außerdem porträtierte er in Festschriften und Sammelbänden bedeutende Soziologen. Unvollendet blieben in seinem Nachlass eine Soziologie des Schachspiels und eine Studie des Machtmenschen unter Bezug auf Niccolò Machiavelli.

## Schriften (Auswahl)

### Monographien
- Mensch und Mitmensch. Essay. Bouvier, Bonn 2004, ISBN 978-3-416-03052-6.
- Schicksal und Zufall in Leben und Wirken Goethes. Bouvier, Bonn 1998, ISBN 978-3-416-02811-0.
- Galiani. Ökonom, Soziologe, Philosoph. Lang, Frankfurt am Main 1997, ISBN 978-3-631-31041-0.
- Max Weber und die Nationalökonomie. Metropolis-Verlag, Marburg 1993, ISBN 978-3-926570-13-0.
- Rolle und Maske. Mohr, Tübingen 1991, ISBN 978-3-16-145694-7.
- Max Weber und Vilfredo Pareto. Dialog und Konfrontation. Mohr, Tübingen 1989, ISBN 978-3-16-545456-7.
- Vilfredo Pareto. Ein Klassiker der Soziologie. Mohr, Tübingen 1987, ISBN 978-3-16-545207-5.
- Die deutsche Sprachgemeinschaft in Südtirol (Minoritäten, Medien und Sprache, Bd. 2). Enke, Stuttgart 1981, ISBN 3-432-92141-1.
- Telescuola. Der Einfluss des Fernsehens auf die Schule in der Gesellschaft von heute und morgen. Enke, Stuttgart 1974, ISBN 978-3-432-01974-1 (mit Sabino Acquaviva).
- La montagna del sole. Il Gargano. Mailand 1971 (mit Sabino Acquaviva).
- Bedeutende Soziologen. Enke, Stuttgart 1968.
- Die Grundlagen des Historismus in der deutschen Nationalökonomie. Enke, Stuttgart 1956 (zugleich Habilitationsschrift).
- Die Bedeutung des historischen Denkens für die deutsche Volkswirtschaftslehre. Berlin 1945 (Dissertationsschrift).

### Herausgeberschaften
- Soziologisches Lesebuch. Enke, Stuttgart 1969.
- Soziologie der Entwicklungsländer. Kohlhammer, Stuttgart 1968.
- Die gegenwärtige Situation der Soziologie, Enke, Stuttgart 1967
- Die Lehre von der Gesellschaft. Ein Lehrbuch der Soziologie, Enke, Stuttgart 1958 (zuletzt erscheinen als limitierte Studienausg. der 2. Auflage, Enke, Stuttgart 1973, ISBN 978-3-432-02288-8).
- Die Einheit der Sozialwissenschaften. Franz Eulenburg zum Gedächtnis. Enke, Stuttgart 1955.
- Wirtschaft und Kultursystem. Alexander Rüstow zum 70. Geburtstag, Rentsch, Erlenbach-Zürich und Stuttgart 1955.
- Gegenwartsprobleme der Soziologie. Alfred Vierkandt zum 80. Geburtstag, Akademische Verlagsgesellschaft Athenaion, Potsdam 1949.